# Monte Capanne
O Monte Capanne' é o ponto culminante da ilha de Elba, atingindo 1019 m de altitude. É também o mais alto do Arquipélago Toscano e da província de Livorno.
Faz parte do Parque Nacional do Arquipélago Toscano.